# Daniel Pfister
Daniel Pfister (Schwaz, 7 dicembre 1986) è uno slittinista austriaco.
È fratello di Manuel, a sua volta slittinista di alto livello.

## Biografia
Ha iniziato a gareggiare per la nazionale austriaca nelle varie categorie giovanili nella specialità del singolo, ottenendo quali migliori risultati quattro medaglie, due d'argento e due di bronzo, ai campionati mondiali juniores, nonché un terzo posto nella classifica di Coppa del Mondo giovani nel 2001/02 ed un secondo posto in quella juniores nel 2003/04.
A livello assoluto ha esordito in Coppa del Mondo nella stagione 2004/05, ha conquistato il primo podio il 7 gennaio 2007 nella gara a squadre a Königssee (2°) e la prima vittoria il 9 dicembre 2007 sempre nella gara a squadre a Winterberg. In classifica generale si è classificato al quinto posto nel 2007/08 nella specialità del singolo.
Ha preso parte a tre edizioni dei Giochi olimpici invernali, esclusivamente nel singolo: a Torino 2006 ha raggiunto la tredicesima posizione, a Vancouver 2010 ha concluso la gara al sesto posto ed a Soči 2014 ha colto la quindicesima piazza.
Ai campionati mondiali ha ottenuto tre medaglie: una d'argento ed una di bronzo nella gara a squadre ed un'altra di bronzo nel singolo. Nelle rassegne continentali ha conquistato una medaglia di bronzo nel singolo.

## Palmarès

### Mondiali
- 3 medaglie:
  - 1 argento (gara a squadre a Lake Placid 2009);
  - 2 bronzi (gara a squadre ad Igls 2007; singolo a Lake Placid 2009).

### Europei
- 1 medaglia:
  - 1 bronzo (singolo a Sigulda 2010).

### Mondiali juniores
- 4 medaglie:
  - 2 argenti (gara a squadre a Calgary 2004; singolo ad Altenberg 2006);
  - 2 bronzi (gara a squadre a Königssee 2003; singolo a Calgary 2004).

### Coppa del Mondo
- Miglior piazzamento in classifica generale nel singolo: 5° nel 2007/08.
- 16 podi (3 nel singolo, 13 nelle gare a squadre):
  - 2 vittorie (tutte nelle gare a squadre);
  - 8 secondi posti (tutti nelle gare a squadre);
  - 6 terzi posti (3 nel singolo, 3 nelle gare a squadre).

#### Coppa del Mondo - vittorie
| Data            | Luogo      | Paese    | Disciplina                                                           |
| --------------- | ---------- | -------- | -------------------------------------------------------------------- |
| 9 dicembre 2007 | Winterberg | Germania | Gara a squadre con Tobias Schiegl, Markus Schiegl e Nina Reithmayer  |
| 7 dicembre 2008 | Sigulda    | Lettonia | Gara a squadre con Nina Reithmayer, Andreas Linger e Wolfgang Linger |

### Coppa del Mondo juniores
- Miglior piazzamento in classifica generale nel singolo: 2° nel 2003/04.

### Coppa del Mondo giovani
- Miglior piazzamento in classifica generale nel singolo: 3° nel 2001/02.